# Blénod-lès-Toul
Blénod-lès-Toul település Franciaországban, Meurthe-et-Moselle megyében. Lakosainak száma 1028 fő (2022. január 1.). Blénod-lès-Toul Bulligny, Charmes-la-Côte, Crézilles, Gye, Mont-le-Vignoble, Moutrot, Vannes-le-Châtel, Rigny-Saint-Martin és Allamps községekkel határos.

## Népesség
A település népességének változása:
| Lakosok száma | 818  | 798  | 906  | 1034 | 1062 | 1089 | 1078 | 1045 | 1031 | 1028 |
|               | 1968 | 1982 | 1990 | 2006 | 2013 | 2015 | 2017 | 2019 | 2020 | 2022 |